# Castlevania: Circle of the Moon
Castlevania: Circle of the Moon (endast Castlevania i Europa) är ett spel från 2001 utvecklat av Konami till Game Boy Advance. Det är det första Castlevania-spelet till systemet och var även en lanseringstitel.
År 2021 släpptes spelet på nytt i Castlevania Advance Collection, en samling med alla Castlevania-spel till Game Boy Advance samt Castlevania: Dracula X (ursprungligen släppt för SNES).
Castlevania: Circle of the Moon är det andra spelet i serien inom Metroidvania-genren efter Castlevania: Symphony of the Night som släpptes till Playstation fyra år tidigare. Spelaren utforskar Draculas slott i ett olinjärt upplägg för att samla på sig nya vapen och färdigheter.
Spelet utspelar sig år 1830 där huvudpersonen Nathan Graves reser till ett gammalt slott i Österrike för att besegra Dracula.